# Вибори до Львівської обласної ради 2015
Вибори до Львівської обласної ради 2015 — вибори депутатів Львівської обласної ради, які відбулися 25 жовтня 2015 року в рамках проведення місцевих виборів у всій країні.
Вибори відбулися за пропорційною системою, в якій кандидати закріплені за 84 виборчими округами. Для проходження до ради партія повинна була набрати не менше 5 % голосів.

## Кандидати
Номери партій у бюлетені подані за результатами жеребкування:
| Номер у бюлетені | Назва                                 | Кількість кандидатів | Перший номер                      |
| ---------------- | ------------------------------------- | -------------------- | --------------------------------- |
| 1                | ВО «Свобода»                          | 84                   | Кошулинський Руслан Володимирович |
| 2                | ВО «Батьківщина»                      | 85                   | Гудима Юрій Іванович              |
| 3                | «Воля»                                | 84                   | Курій Василь Васильович           |
| 4                | «Блок Петра Порошенка „Солідарність“» | 85                   | Синютка Олег Михайлович           |
| 5                | Єдиний центр                          | 7                    | Сенчук Сергій Степанович          |
| 6                | Українська Галицька партія            | 41                   | Панкевич Богдан Романович         |
| 7                | Радикальна партія Олега Ляшка         | 82                   | Візняк Юрій Ярославович           |
| 8                | «Наш край»                            | 77                   | Хом'як Мирослав Степанович        |
| 9                | «Сила людей»                          | 42                   | Горон Іван Степанович             |
| 10               | «Громадський рух „Народний контроль“» | 54                   | Білоус Андрій Васильович          |
| 11               | Українська республіканська партія     | 40                   | Новоженець Ростислав Павлович     |
| 12               | «Об'єднання „Самопоміч“»              | 83                   | Дворянин Парасковія Ярославівна   |
| 13               | Народний рух України                  | 79                   | Гагалюк Богдан Миколайович        |
| 14               | УКРОП                                 | 84                   | Ільків Ігор Петрович              |
| 15               | «Громадянська позиція»                | 70                   | Гірняк Володимир Олегович         |
| 16               | «Опозиційний блок»                    | 4                    | Герман Михайло Богданович         |

## Результати

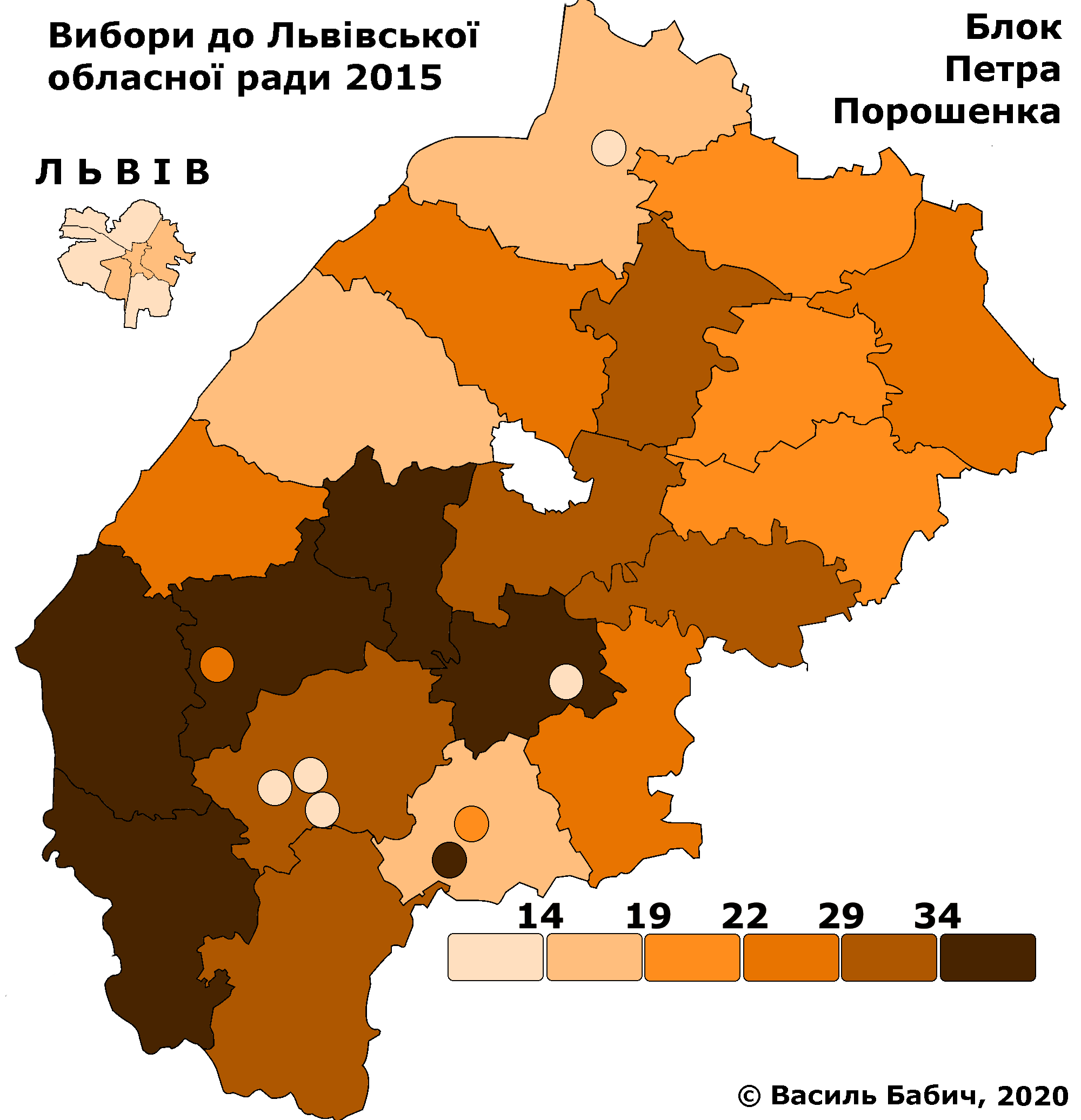
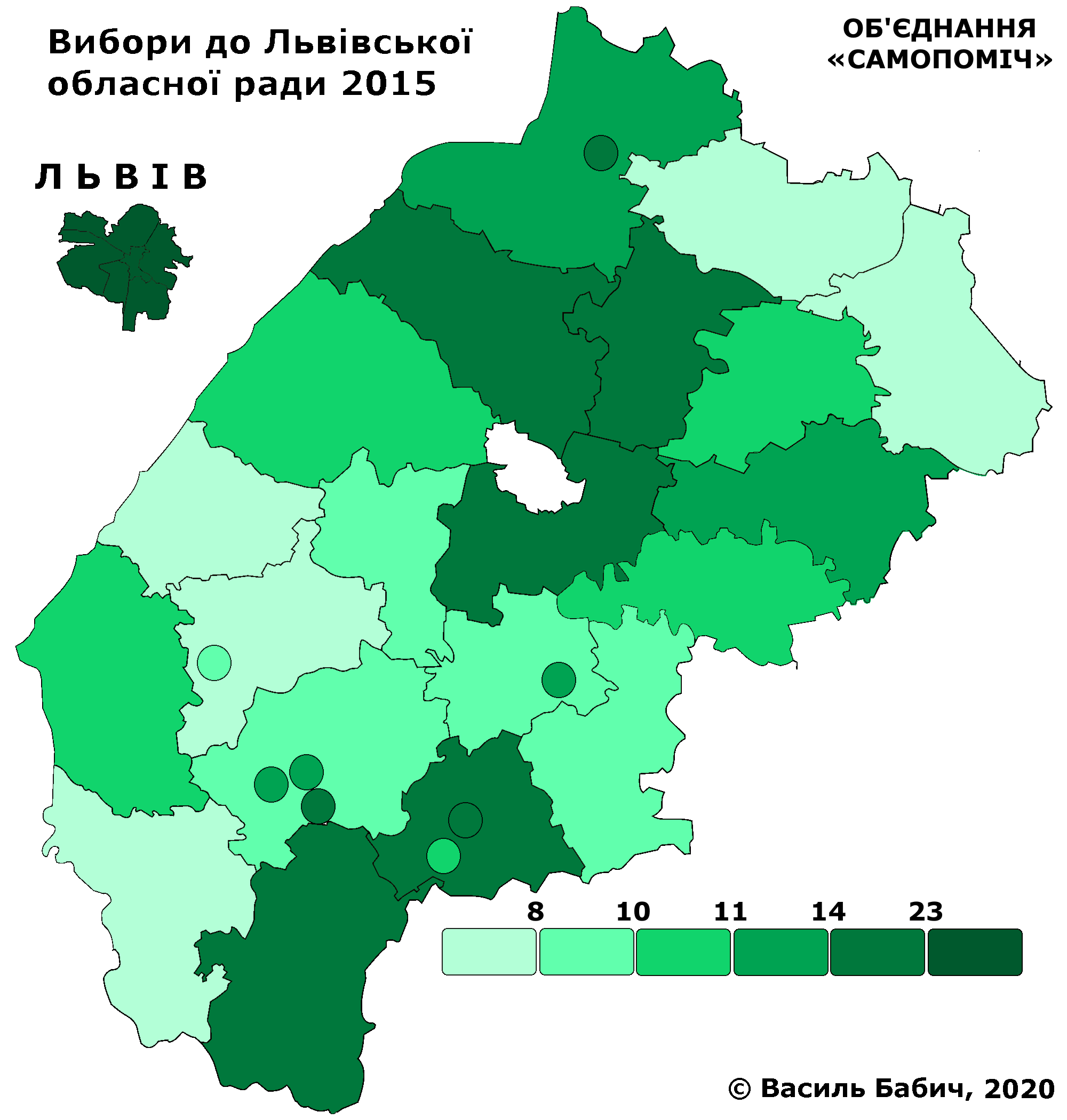
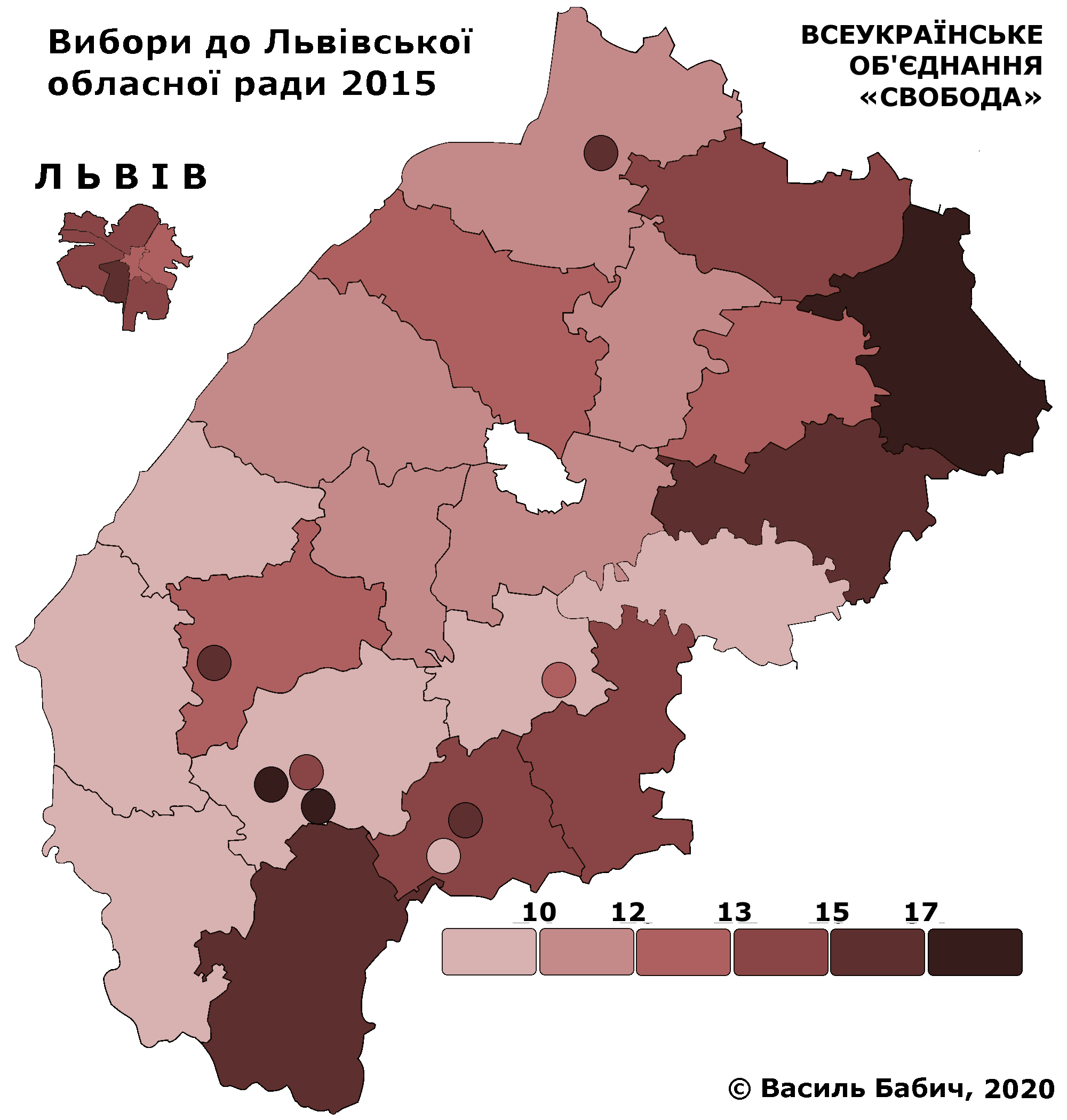
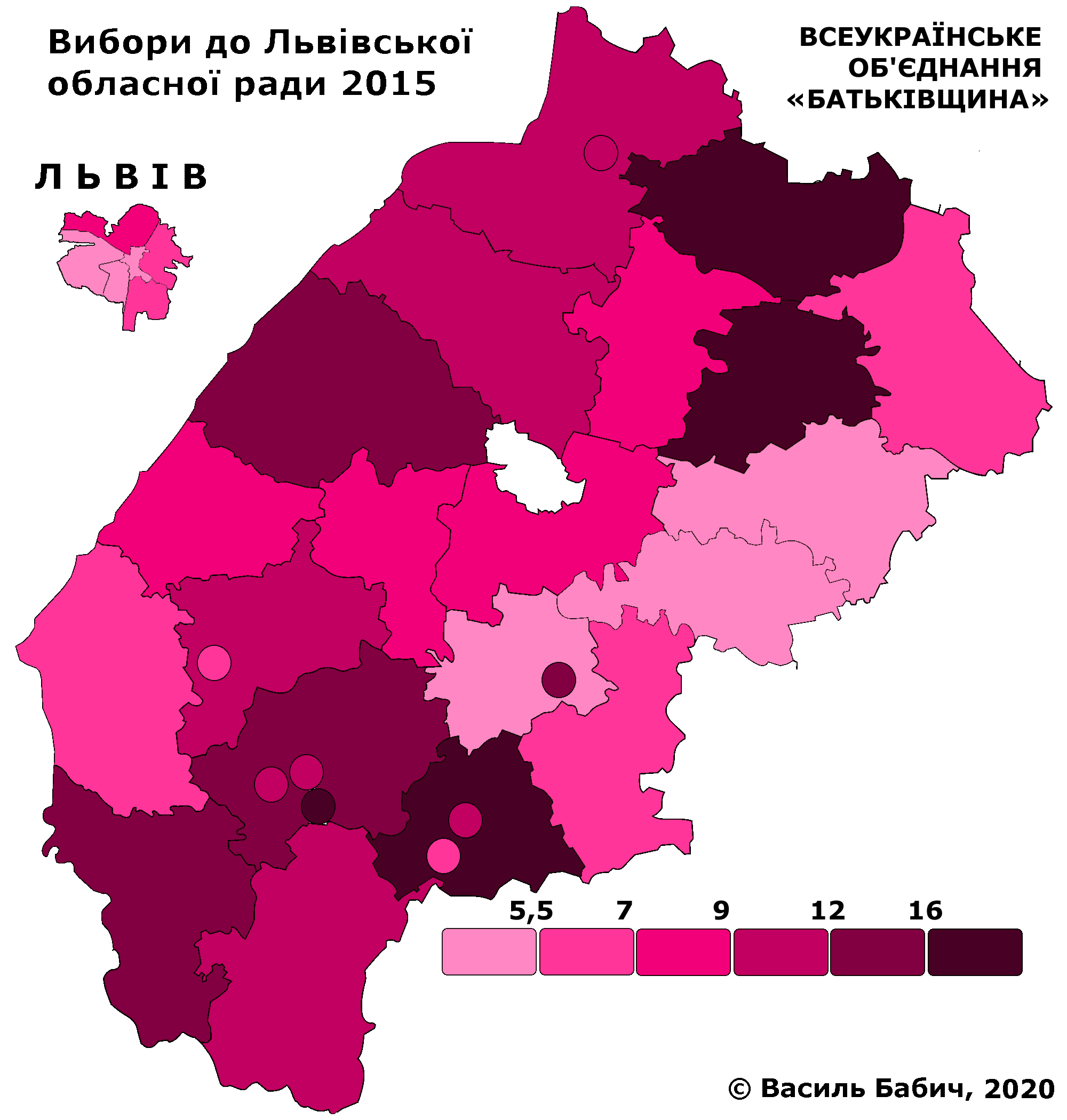

| Місце | Партія                                | % голосів | Кількість голосів | Зміна % 2015 до 2010 | Усього місць |
| ----- | ------------------------------------- | --------- | ----------------- | -------------------- | ------------ |
| 1     | «Блок Петра Порошенка „Солідарність“» | 21,37 %   | 224 679           | ▲ +18,26 %           | 20           |
| 2     | «Об'єднання „Самопоміч“»              | 14,77 %   | 155 337           | —                    | 14           |
| 3     | ВО «Свобода»                          | 12,87 %   | 135 344           | ▼ -13,10 %           | 12           |
| 4     | ВО «Батьківщина»                      | 9,11 %    | 95 748            | —                    | 9            |
| 5     | «Громадянська позиція»                | 8,09 %    | 85 072            | ▲ +7,37 %            | 8            |
| 6     | УКРОП                                 | 6,18 %    | 65 028            | —                    | 6            |
| 7     | Радикальна партія Олега Ляшка         | 5,59 %    | 58 803            | —                    | 5            |
| 8     | «Громадський рух „Народний контроль“» | 5,23 %    | 54 950            | —                    | 5            |
| 9     | Народний рух України                  | 5,01 %    | 52 696            | ▲ +0,40 %            | 5            |
| 10    | Українська Галицька партія            | 3,22 %    | 33 848            | —                    | —            |
| 11    | «Наш край»                            | 3,1 %     | 32 620            | —                    | —            |
| 12    | «Воля»                                | 2,4 %     | 25 235            | —                    | —            |
| 13    | «Сила людей»                          | 1,12 %    | 11 752            | —                    | —            |
| 14    | «Опозиційний блок»                    | 0,93 %    | 9734              | ▼ -5,63 %            | —            |
| 15    | Українська республіканська партія     | 0,57 %    | 5962              | —                    | —            |
| 16    | Єдиний центр                          | 0,44 %    | 4617              | ▼ -0,03 %            | —            |
|       | Усього голосів за партії              | 100 %     | 1 051 425         |                      | 84           |
|       | Недійсні                              | 4,52 %    | 49 763            |                      |              |
|       | Усього (явка 56,78 %)                 | —         | 1 101 303         |                      |              |